# Tour de France 2020/12. Etappe
Die 12. Etappe der Tour de France 2020, einem Etappenrennen im Straßenradsport, fand am 10. September 2020 statt. Die mit 218 Kilometern längste Etappe der diesjährigen Tour führte über hügeliges Gelände von Chauvigny nach Sarran. Die Fahrer absolvierten insgesamt 3389 Höhenmeter auf dieser Etappe der Rundfahrt.
Solosieger wurde Marc Hirschi (Sunweb) mit 47 Sekunden Vorsprung vor Pierre Rolland (B&B Hotels) und 52 Sekunden vor einer Verfolgergruppe, die von seinem Teamkollegen Søren Kragh Andersen ins Ziel geführt wurde. Die Favoritengruppe um Primož Roglič (Jumbo-Visma) erreichte das Ziel mit 2:30 Minuten Rückstand. Nachdem die letzten Fahrer einer sechsköpfigen frühen Ausreißergruppe, aus der heraus Mathieu Burgaudeau (Total Direct Énergie) die ersten beiden Anstiege der 4. Kategorie und Nils Politt (Israel Start-Up Nation) den Zwischensprint gewann, aufgrund der Verfolgung durch die Mannschaft Bora-hansgrohe im Anstieg zum Côte de la Croix du Pey (3. Kategorie) gestellt wurde, setzte sich eine weitere sechsköpfige Spitzengruppe mit dem späteren Etappensieger, dem späteren Etappendritten, ihrem Teamkollegen Tiesj Benoot, Maximilian Schachmann (Bora-hansgrohe), Quentin Pacher (B&B Hotels) und Marc Soler (Movistar) ab. Im Anstieg zum Suc au May (2. Kategorie) versetzte Hirschi 28 Kilometer vor dem Ziel seine letzten Begleiter Schachmann und Soler.

## Zeitbonifikationen
| Zeitbonus an der Bergwertung in Suc au May nach 193 km auf 903 m Höhe | Zeitbonus an der Bergwertung in Suc au May nach 193 km auf 903 m Höhe |
| Fahrer                                                                | Zeitbonus                                                             |
| --------------------------------------------------------------------- | --------------------------------------------------------------------- |
| 1. Marc Hirschi (SUN)                                                 | 8 Sekunden                                                            |
| 2. Marc Soler (MOV)                                                   | 5 Sekunden                                                            |
| 3. Maximilian Schachmann (BOH)                                        | 2 Sekunden                                                            |

| Zeitbonus am Etappenziel in Sarran nach 218 km auf 652 m Höhe | Zeitbonus am Etappenziel in Sarran nach 218 km auf 652 m Höhe |
| Fahrer                                                        | Zeitbonus                                                     |
| ------------------------------------------------------------- | ------------------------------------------------------------- |
| 1. Marc Hirschi (SUN)                                         | 10 Sekunden                                                   |
| 2. Pierre Rolland (BVC)                                       | 6 Sekunden                                                    |
| 3. Søren Kragh Andersen (SUN)                                 | 4 Sekunden                                                    |

## Punktewertung
| Zwischensprint in Le Dorat nach 50,5 km auf 231 m |             |                          |         |
| 1.                                                | Deutschland | Nils Politt (ISN)        | 20 Pkt. |
| 2.                                                | Spanien     | Imanol Erviti (MOV)      | 17 Pkt. |
| 3.                                                | Spanien     | Luis León Sánchez (AST)  | 15 Pkt. |
| 4.                                                | Deutschland | Max Walscheid (NTT)      | 13 Pkt. |
| 5.                                                | Danemark    | Kasper Asgreen (DQT)     | 11 Pkt. |
| 6.                                                | Frankreich  | Mathieu Burgaudeau (TDE) | 10 Pkt. |
| 7.                                                | Irland      | Sam Bennett (DQT)        | 9 Pkt.  |
| 8.                                                | Danemark    | Michael Mørkøv (DQT)     | 8 Pkt.  |
| 9.                                                | Slowakei    | Peter Sagan (BOH)        | 7 Pkt.  |
| 10.                                               | Italien     | Matteo Trentin (CCC)     | 6 Pkt.  |
| 11.                                               | Frankreich  | Bryan Coquard (BVC)      | 5 Pkt.  |
| 12.                                               | Belgien     | Dries Devenyns (DQT)     | 4 Pkt.  |
| 13.                                               | Tschechien  | Roman Kreuziger (NTT)    | 3 Pkt.  |
| 14.                                               | Osterreich  | Michael Gogl (NTT)       | 2 Pkt.  |
| 15.                                               | Frankreich  | Jérôme Cousin (TDE)      | 1 Pkt.  |

| Etappenziel in Sarran nach 218 km auf 112 m |             |                             |         |
| 1.                                          | Schweiz     | Marc Hirschi (SUN)          | 45 Pkt. |
| 2.                                          | Frankreich  | Pierre Rolland (BVC)        | 35 Pkt. |
| 3.                                          | Danemark    | Søren Kragh Andersen (SUN)  | 30 Pkt. |
| 4.                                          | Frankreich  | Quentin Pacher (BVC)        | 26 Pkt. |
| 5.                                          | Spanien     | Jesus Herrada (COF)         | 22 Pkt. |
| 6.                                          | Deutschland | Maximilian Schachmann (BOH) | 20 Pkt. |
| 7.                                          | Kanada      | Hugo Houle (AST)            | 18 Pkt. |
| 8.                                          | Schweiz     | Sébastien Reichenbach (GFC) | 16 Pkt. |
| 9.                                          | Frankreich  | Kenny Elissonde (TFS)       | 14 Pkt. |
| 10.                                         | Irland      | Nicolas Roche (SUN)         | 12 Pkt. |
| 11.                                         | Frankreich  | Julian Alaphilippe (DQT)    | 10 Pkt. |
| 12.                                         | Spanien     | Marc Soler (MOV)            | 8 Pkt.  |
| 13.                                         | Slowakei    | Peter Sagan (BOH)           | 6 Pkt.  |
| 14.                                         | Belgien     | Greg Van Avermaet (CCC)     | 4 Pkt.  |
| 15.                                         | Belgien     | Jasper Stuyven (TFS)        | 2 Pkt.  |

## Bergwertungen
| Côte de Saint-Martin-Terrasus Kategorie 4 nach 104,5 km auf 393 m 1,5 km bei 8,8 % |            |                          |        |
| 1.                                                                                 | Frankreich | Mathieu Burgaudeau (TDE) | 1 Pkt. |

| Côte d’Eylbouleuf Kategorie 4 nach 121,5 km auf 411 m 2,8 km bei 5,2 % |            |                          |        |
| 1.                                                                     | Frankreich | Mathieu Burgaudeau (TDE) | 1 Pkt. |

| Côte de la Croix du Pey Kategorie 3 nach 177,5 km auf 817 m 4,8 km bei 6,0 % |          |                            |        |
| 1.                                                                           | Spanien  | Marc Soler (MOV)           | 2 Pkt. |
| 2.                                                                           | Danemark | Søren Kragh Andersen (SUN) | 1 Pkt. |

| Suc au May Kategorie 2 nach 192,5 km auf 903 m 3,8 km bei 7,7 % |             |                             |        |
| 1.                                                              | Schweiz     | Marc Hirschi (SUN)          | 5 Pkt. |
| 2.                                                              | Spanien     | Marc Soler (MOV)            | 3 Pkt. |
| 3.                                                              | Deutschland | Maximilian Schachmann (BOH) | 2 Pkt. |
| 4.                                                              | Frankreich  | Quentin Pacher (BVC)        | 1 Pkt. |

## Ausgeschiedene Fahrer
- Ilnur Sakarin (CCC): DNF